# 베후역 (후쿠오카현)
베후역(일본어: 別府駅)은 일본 후쿠오카현 후쿠오카시 조난구 베후 2초메에 소재하는 후쿠오카 시 교통국 지하철 나나쿠마 선의 역이다. 역 번호는 N10이다.
역의 심벌 마크는 베후 대교 과선교와 구름을 "배(べ)"자 모양으로 형상화한 것이다. 역 식별 색은 ■DIC-641으로, 후쿠다이 앞 역, 지로마루 역과 공통이다.

## 역 구조
섬식 승강장 1면 2선의 지하역이다. 국도 제202호선의 직하부에 위치한다.

### 승강장
| 1 | ■나나쿠마 선 | 야쿠인・덴진미나미 방면    |
| 2 | ■나나쿠마 선 | 후쿠다이 앞・하시모토 방면 |

## 이용 상황
2015년도의 1일 평균 승차 인원은 4,949명이다. 나나쿠마 선의 역에서는 덴진미나미 역, 야쿠인역, 후쿠다이 앞에 이어 4위이다.
개통 이후 1일 평균 승차 인원의 추이는 아래 표와 같다.
| 연도   | 1일 평균 승차 인원 |
| ------ | ------------------ |
| 2004년 | 2,804              |
| 2005년 | 2,606              |
| 2006년 | 3,219              |
| 2007년 | 3,589              |
| 2008년 | 3,799              |
| 2009년 | 3,774              |
| 2010년 | 3,898              |
| 2011년 | 4,156              |
| 2012년 | 4,211              |
| 2013년 | 4,442              |
| 2014년 | 4,468              |
| 2015년 | 4,949              |

## 역 주변
국도 제202호선의 북쪽에 1번 출입구와 3번 출입구, 남쪽에 2번 출입구가 있다. 3번 출입구의 북쪽에는 조난 구청이 들어서고 있지만 예전의 국철 지쿠히 선 도리카이 역의 흔적이다. 지쿠히 선 구간 폐지로부터 약 22년 후에 개통했다. (베후 대교 과선교는 지쿠히 선 선로를 넘어 베후바시도리가 다녔던 자취이다.)

### 1번 출입구
- 나카무라 대학 앞 사거리
- 후쿠오카 현경 사와라 경찰서 베후 파출소 - 나카무라 대학 앞 사거리 남쪽 건너편
- 나카무라 가쿠엔 대학・단기 대학 - 나카무라 대학 앞 사거리에서 대각선
- 후쿠오카 시립 조사이 중학교 - 북쪽으로 약 300m
- 후쿠오카 시립 베후 초등학교 - 남서쪽으로 약 500m
- 니시테쓰 스토어 베후 점 - 서쪽으로 약 500m
- 일본 우편 베후욘 우체국 - 서쪽으로 약 400m
- 나카무라 가쿠엔 여자 중학교·고등학교 - 북서쪽으로 약 600m (대학, 전문대와는 다른 장소)
- 후쿠오카 시립 도리카이 초등학교 - 북북서로 약 800m

### 2번 출입구
- 베후 유치원 - 출입구 남쪽
- 니시테쓰 버스 베후 역 버스 정류장
- 베후 2초메 사거리 - 서쪽으로 약 50m
- 세븐 일레븐 후쿠오카 조난 점 - 국도 제202호선의 맞은 편
- 아라에 보육원 - 북쪽으로 약 200m, 국도 제202호선의 반대 방향
- 후쿠오카 도리카이 병원 - 북서쪽으로 약 300m, 국도 제202호선의 반대 방향

### 3번 출입구
- 조난 구청 - 북쪽으로 약 100m
- 조난 보건소 - 북쪽으로 약 100m
- 후쿠오카 시립 위급 환자 진료소 조난 진료소 - 북쪽으로 약 100m
- 베후 대교 - 동쪽으로 약 100m
- 베후 마을 회관 - 남쪽으로 약 200m, 국도 제202호선의 반대 방향
- 일본 우편 도리카이 우체국 - 북쪽으로 약 200m
- 써니 베후 점 (슈퍼 마켓) - 북동쪽으로 약 400m
- 일본 우편 후쿠오카 베후 단지 우체국 - 동쪽으로 약 400m, 국도 제202호선의 반대 방향
- 베후 단지 - 동쪽으로 약 500m, 국도 제202호선의 반대 방향

## 역사
- 2005년
  - 2월 3일: 영업 개시.
  - 5월 25일: 승강장에서 추락 사고 발생.

## 사진

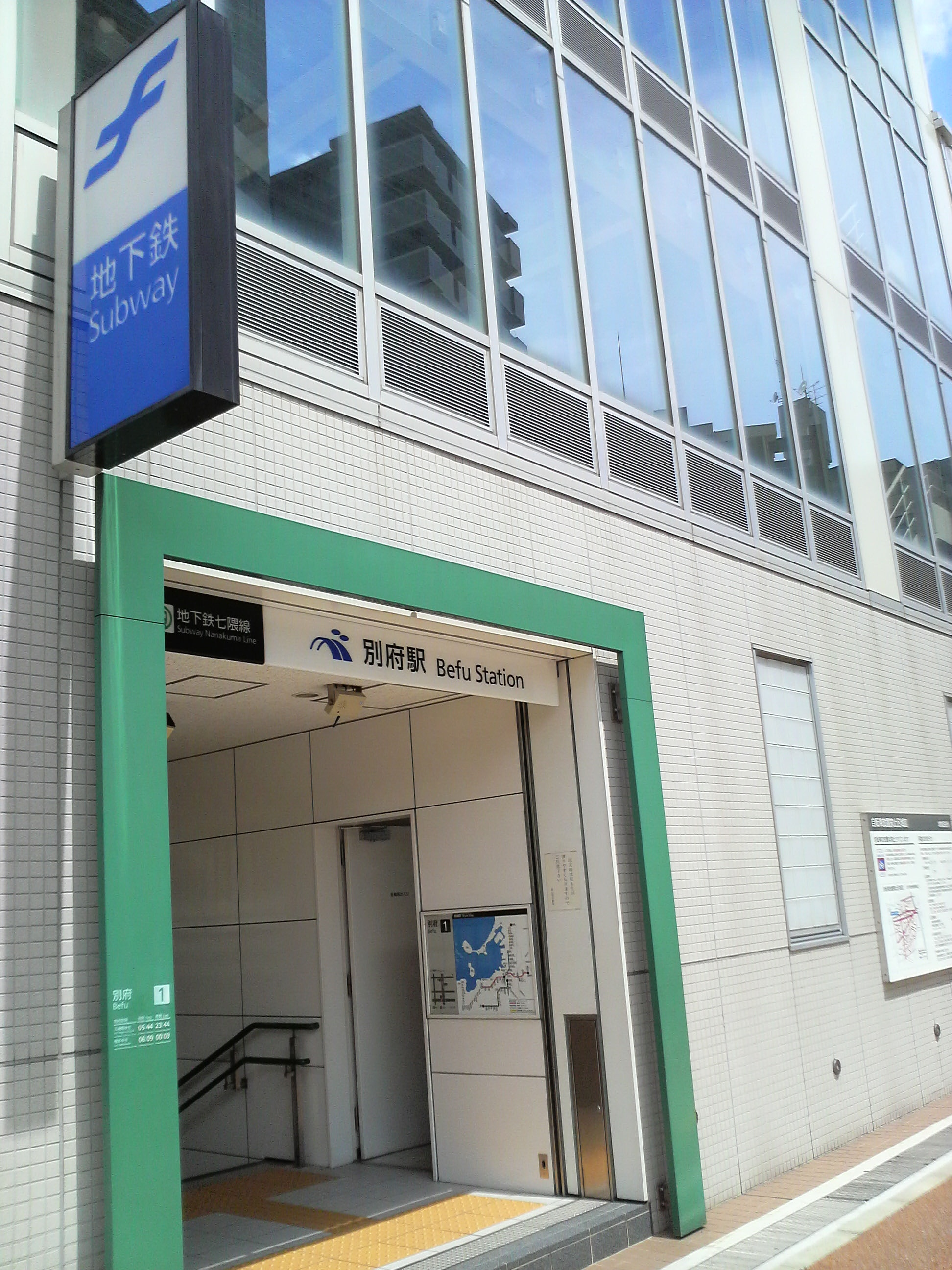
1번 출입구
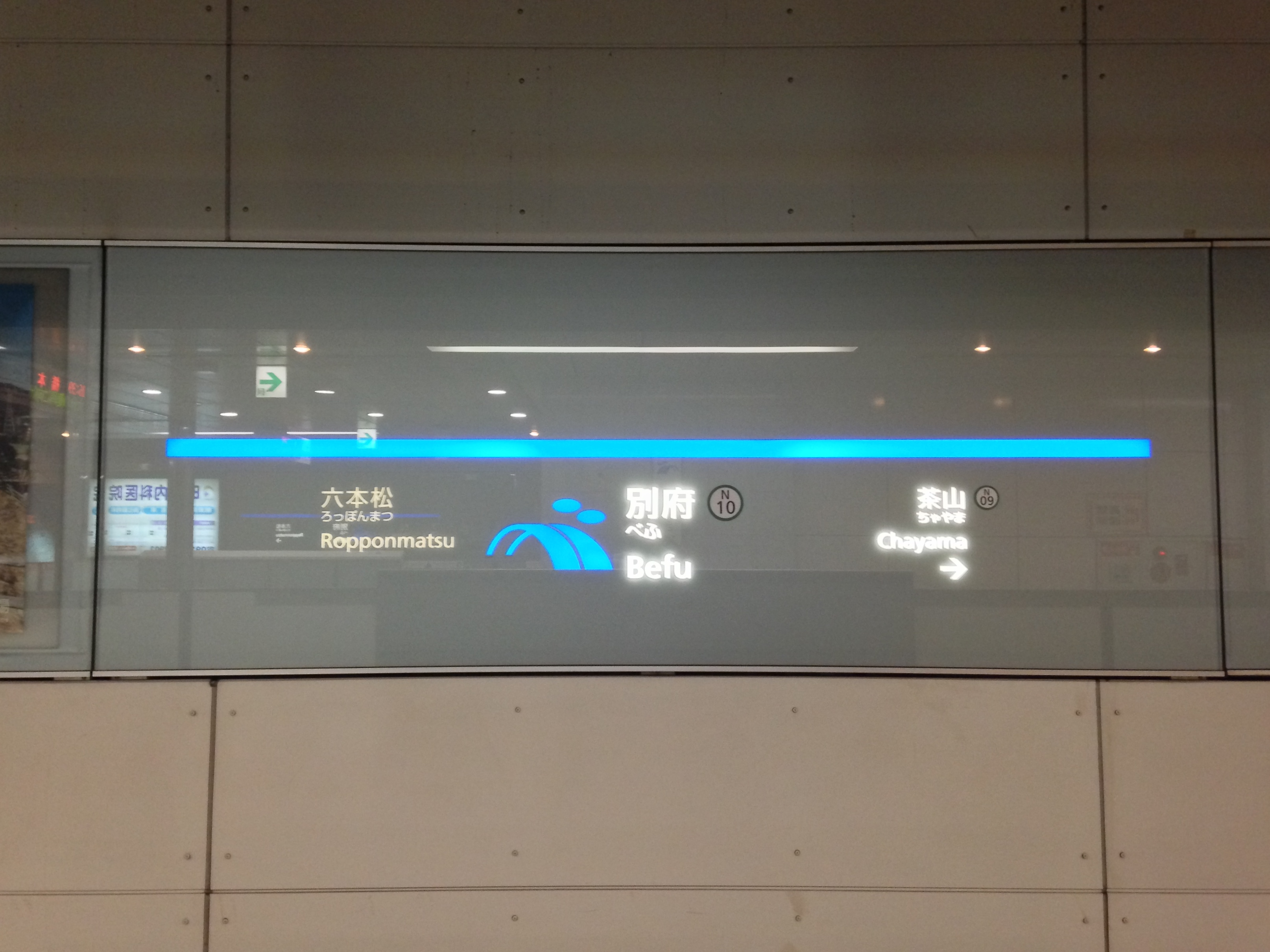
역명판

## 인접역
| 후쿠오카 시 교통국 ■ 지하철 나나쿠마 선 | 후쿠오카 시 교통국 ■ 지하철 나나쿠마 선 | 후쿠오카 시 교통국 ■ 지하철 나나쿠마 선 |
| --------------------------------------- | --------------------------------------- | --------------------------------------- |
| N09 자야마 하시모토 방면                |                                         | 롯폰마쓰 N11 덴진미나미 방면            |